# Gertrud Zetterholm
Gertrud Zetterholm (* 1. April 1918 in Ronneby als Gertrud Villius; † 9. Oktober 2020) war eine schwedische Autorin und Journalistin.

## Leben
Zetterholm debütierte 1946 mit dem Roman Obemärkt (Unbemerkt), gefolgt von einigen Kinderbüchern. Sie schrieb  von 1964 bis 1979 Causerieartikel für die schwedische Monatszeitschrift Femina und für die Schwedische Kirchenzeitung von 1982 bis 1986. Ihre gesammelten spirituellen Alltagscauserien wurden in einigen Anthologien veröffentlicht. 1966 moderierte sie die Radiosendung Sommar des schwedischen Hörfunksenders Sveriges Radio P1.

In der Kategorie Periodische Presse wurde ihr 1966 der Große Journalistenpreis verliehen. Die Motivation für diese Auszeichnung fand die Jury in 

„... ihrem stilistisch hochstehenden Beitrag in Femina, der in seiner plaudernden Form Klugheit, allgemeine Menschlichkeit und persönliches Engagement vereint.“

Zetterholm ist die Mutter des schwedischen Liedermachers und Autors Finn Zetterholm und war mit dem Schriftsteller Tore Zetterholm verheiratet.

## Werke
- Obemärkt (1946)
- Tusen och en dag till (1967)
- Barnbidrag (1968)
- Tämja elefanter (1970)
- Människan Svensson (1971)
- Enrisfolket: ett urval kåserier (1972)
- Himlastegen (1972)
- Finns det några snälla barn? (1973)
- Allt som växer: ett urval från nio böcker (1976)
- Gonatt, lilla farmor! (1991)

## Preise und Auszeichnungen
- Großer Journalistenpreis 1966 (zusammen mit Gunnar Olin)